# Pelophylax fukienensis
Espèce
Synonymes
- Rana fukienensis Pope, 1929
- Rana lighti Taylor, 1934

Statut de conservation UICN

 LC  : Préoccupation mineure
Pelophylax fukienensis est une espèce d'amphibiens de la famille des Ranidae.

## Répartition
Cette espèce se rencontre jusqu'à 1 200 m d'altitude :
- à Taïwan ;
- dans le centre-Est de la république populaire de Chine, dans les provinces de Fujian et du Jiangxi.

## Description
L'holotype de Pelophylax fukienensis mesure 72 mm.

## Étymologie
Son nom d'espèce, composé de fukien et du suffixe latin -ensis, « qui vit dans, qui habite », lui a été donné en référence au lieu de sa découverte, la province de Fujian (Fukien en anglais).

## Publication originale
- Pope, 1929 : Four new frogs from Fukien Province, China. American Museum novitates, no 352, p. 1-5 (texte intégral).